# Prosper Boissonnade
Pour les articles homonymes, voir Boissonnade.
Prosper Boissonnade, né le 23 janvier 1862 à Réquista dans le département de l'Aveyron et mort le 9 mars 1935 à Poitiers, est un historien français. 
Il fait toute sa carrière universitaire à l'université de Poitiers. Récipiendaire de nombreux prix, ses travaux portent sur le Poitou, l'Espagne, l'histoire économique et sociale (dont il est un précurseur) aux époques médiévale et moderne et en particulier sur Colbert.

## Biographie

### Carrière
Prosper Boissonnade est né le 23 janvier 1862 à Réquista dans le département de l'Aveyron,. Son père est instituteur. Il obtient en 1884 l'agrégation d'histoire,,. De 1885 à 1890, il est professeur en lycée, d'abord à Pau, puis à Angoulême. Il soutient en 1890 sa thèse de doctorat ès lettres,.
Il poursuit sa carrière universitaire à la faculté des lettres de l'université de Poitiers, d'abord comme maître de conférences de 1890 à 1897, puis en tant que professeur des universités, de 1897 à 1933. En 1921, il est doyen de la faculté des lettres de Poitiers,.
Il est correspondant de l'Académie des sciences morales et politiques (1907-1935), membre du Comité des travaux historiques et scientifiques (1902-1935),, de la Commission centrale d'histoire économique de la Révolution et de la Société des antiquaires de l'Ouest, à partir de 1895. Il est à trois reprises président de cette société,, en 1902, 1913 et 1924.
Il meurt le 9 mars 1935 à Poitiers, qui a donné son nom à une rue.

### Un historien éclectique
Prosper Boissonnade publie des articles et des ouvrages consacrés à l'histoire du Poitou et de l'Angoumois,,, à l'histoire de l'Espagne,,, et à l'histoire économique et sociale en général,,, notamment à la figure de Colbert.
Avec Henri Sée et Henri Hauser, Prosper Boissonnade est un des pionniers de l'histoire économique en France,, avant Albert Mathiez et Georges Lefebvre. Selon Henri Hauser, dans un bilan qu'il dresse en 1931, Prosper Boissonnade fait partie des historiens qui font de l'histoire économique sans être titulaire d'une chaire consacrée à cette dernière, comme Lucien Febvre, Marc Bloch, Henri Sée, Marcel Blanchard, Albert Mathiez et Gustave Glotz. Toutefois, Lucien Febvre lui reproche des anachronismes, de travailler sans hypothèses claires et ne pas chercher à reconstituer les idées et les croyances. Prosper Boissonnade enseigne également l'histoire coloniale.
En 1923, dans son ouvrage Du nouveau sur la Chanson de Roland, Prosper Boissonnade défend l'idée, inspirée par les travaux de Joseph Bédier, que la Chanson de Roland du manuscrit d'Oxford est composée par Guillaume Turold vers 1120-1125 et qu'elle reflète les guerres menées par les chevaliers français en Espagne à la fin du XIe siècle et au début du XIIe siècle,,. Cette datation très tardive a peu de succès. Quelques critiques y adhèrent,, mais nombre d'entre eux expriment leurs doutes,,,,. S'ils soulignent la richesse de l'ouvrage,,, ils lui font des reproches de méthode,

## Principales publications
- Histoire des volontaires de la Charente pendant la Révolution (1791-1794) (thèse de doctorat), Angoulême, L. Coquemard, 1890, 364 p. (lire en ligne).
- (la) Quomodo Comites Engolismenses erga reges Angliæ et Franciæ se gesserint et Comitatus Engolismæ atque Marchiæ regno Francorum adjuncti fuerint, 1152-1328 (thèse complémentaire), 1890, 132 p.[28].
- Essai sur la géographie historique et sur la démographie de la province d'Angoumois du XVIIe siècle au XIXe siècle, Angoulême, L. Coquemard, 1890, 180 p. (lire en ligne).
- Histoire de la réunion de la Navarre à la Castille : Essai sur les relations des princes de Foix-Albret avec la France et l'Espagne (1479-1521), Paris, Alphonse Picard et fils, 1893, 685 p. (lire en ligne).
- Histoire du collège et du lycée d'Angoulême (1516-1895) : Étude sur l'instruction secondaire en Angoumois depuis le XVIe siècle jusqu'à nos jours  (avec Jean-Marie-Jules Bernard), Angoulême, L. Coquemard, 1895, 472 p. (lire en ligne).
- Essai sur l'organisation du travail en Poitou depuis le XIe siècle jusqu'à la Révolution, t. I, Paris, Honoré Champion, 1900, 523 p. (lire en ligne).
- Essai sur l'organisation du travail en Poitou depuis le XIe siècle jusqu'à la Révolution, t. II, Paris, Honoré Champion, 1900, 590 p. (lire en ligne)[29].
- Les études économiques de la France au Moyen Âge. Leur état actuel, Paris, éditions du Cerf, 1903, 141 p. (lire en ligne).
- Les études relatives à l'histoire économique de la Révolution française (1789-1804), Paris, éditions du Cerf, 1906, 166 p. (lire en ligne).
- Saint-Domingue à la veille de la Révolution et la question de la représentation coloniale aux États généraux (Janvier 1788-7 juillet 1789), Paris, J. Geuthner, 1906, 299 p. (lire en ligne)[30].
- Cahiers de doléances de la sénéchaussée d'Angoulême et du siège royal de Cognac pour les États généraux de 1789, Paris, Imprimerie nationale, coll. « Collection de documents inédits sur l'histoire économique de la Révolution française », 1907, 555 p. (lire en ligne)[31].
- Histoire des premiers essais de relations économiques directes entre la France et l'Etat prussien pendant le règne de Louis XIV : 1643-1715, Genève, Slatkine, 1912, 484 p. (lire en ligne)[32].
- Le travail dans l’Europe chrétienne au Moyen Âge (Ve – XVe siècles), Paris, Alcan, 1921, 431 p. (lire en ligne)[33],[23].
- Du nouveau sur la Chanson de Roland : La genèse historique, le cadre géographique, le milieu, les personnages, la date et l'auteur du poème, Paris, Édouard Champion, 1923, 520 p. (lire en ligne)[15],[26],[27],[24],[34],[23],[25],[20],[17],[18],[19],[21],[22],[16].
- Cahiers de doléances de la sénéchaussée de Civray, pour les États généraux de 1789  (avec Léonce Cathelineau), Paris, Imprimerie nationale, coll. « Collection de documents inédits sur l'histoire économique de la Révolution française », 1925, 399 p.[35].
- Histoire de Poitou, Paris, Boivin et Cie, coll. « Les vieilles provinces de France », 1926, 316 p. (lire en ligne).
- Le socialisme d'État : L'industrie et les classes industrielles en France pendant les deux premiers siècles de l'ère moderne (1453-1661), Paris, Honoré Champion, 1927, 380 p. (lire en ligne)[36],[37],[38],[39].
- Colbert et la Compagnie de commerce du Nord (1661-1689)  (avec Pierre-Jacques Charliat), Paris, Marcel Rivière, 1930, 182 p. (lire en ligne)[40],[41].
- Colbert : Le triomphe de l'étatisme, la fondation de la suprématie industrielle de la France, la dictature du travail : 1661-1683, Paris, Marcel Rivière, 1932, 392 p. (lire en ligne).

## Distinctions
- Officier de la Légion d'honneur par décret du 12 août 1930[42].
- Prix Thérouanne 1894 décerné par l'Académie française pour Histoire de la réunion de la Navarre à la Castille[43].
- Prix Gobert 1901 décerné par l'Académie des inscriptions et belles-lettres pour Essai sur l'organisation du travail en Poitou[44]
- Prix Thiers 1907 décerné par l'Académie française pour Saint-Domingue à la veille de la Révolution[43].
- Prix Thérouanne 1913 décerné par l'Académie française pour Histoire des premiers essais de relations économiques directes entre la France et l'Etat prussien pendant le règne de Louis XIV : 1643-1715[43].
- Prix Fabien 1928 décerné par l'Académie française pour Le socialisme d'État[43].
- Prix Thérouanne 1933 décerné par l'Académie française pour Colbert[43].